# サンティ・ディ・ティート

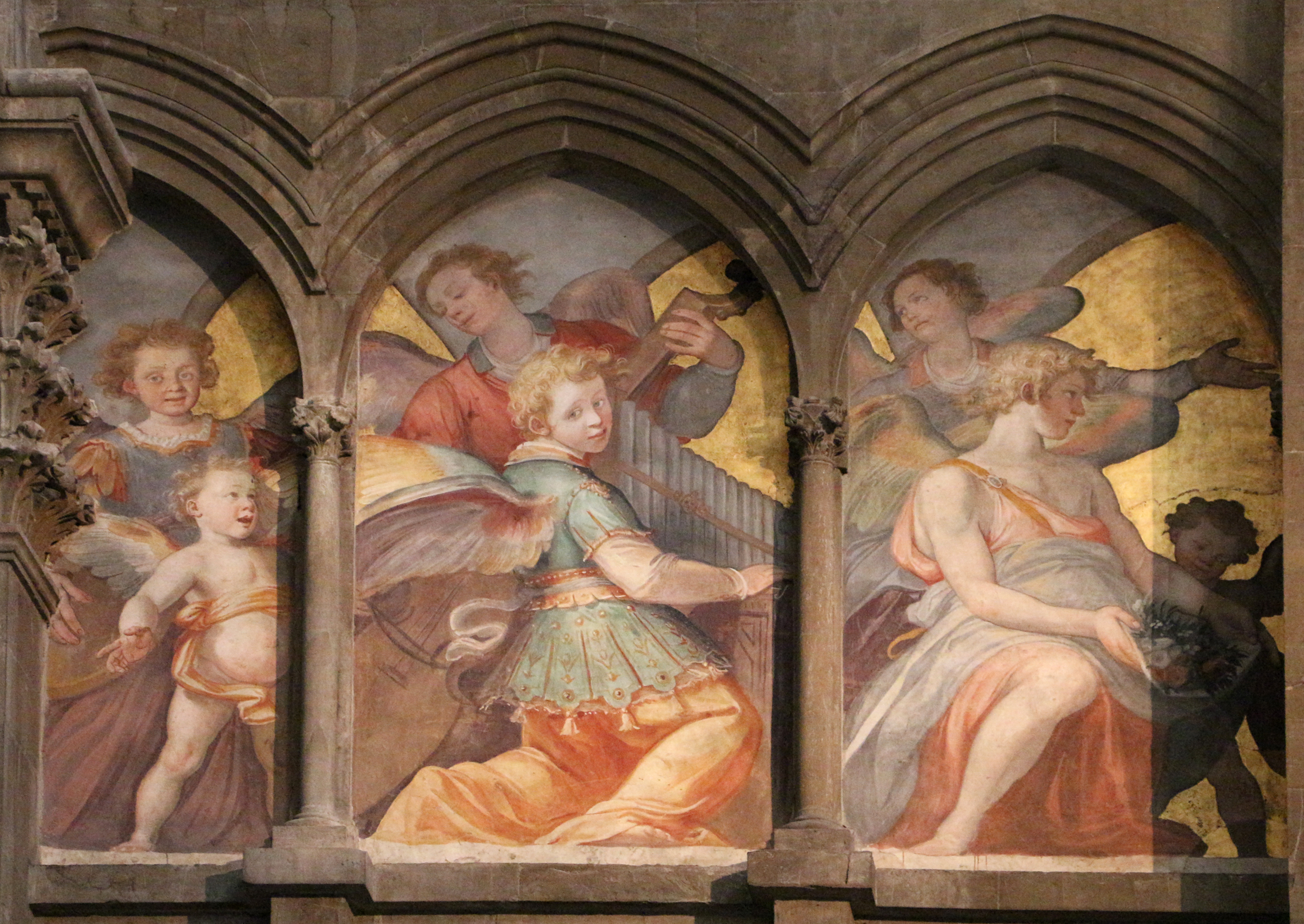
サンティ・ディ・ティート作のサンタ・マリア・デル・フィオーレ大聖堂の装飾画

サンティ・ディ・ティート（Santi di Tito、1536年12月5日 - 1603年7月25日）は、16世紀後半のイタリアの画家、建築家で、反マニエリスムの画家となり、初期ルネサンスへの回帰を目指した画家とされる。

## 略歴
フィレンツェでサンセポルクロ出身の職人の息子に生まれた。地元の画家の工房に入り、ブロンズィーノ（1503-1572)やバッチョ・バンディネッリ（1488-1560）といった画家とも知り合った。1554年にフィレンツェの美術学校(Accademia delle Arti del Disegno)に入学したとされる。1558年から1564年の間は、ローマで働いたが 、それ以前のサンティ・ディ・ティートの初期の作品はあまり知られていない。
ローマではジョヴァンニ・デ・ヴェッキ（Giovanni de' Vecchi: 1536-1614）や ニッコロ・チルチニャーニ（c.1517/1524 – after 1596）とともにサルヴィアティ宮殿(Palazzo Salviati)やベルヴェデーレ宮殿の装飾の仕事をし、フェデリコ・ツッカリ（1542/1543-1609）とともにピウス4世邸（Casina di Pio IV）の装飾の仕事をした。ローマで初期ルネサンスのラファエロ・サンティのスタイルに似たスタイルの画風を身に着けたとされる。
1564年にフィレンツェに戻り、Accademia delle Arti del Disegnoの会員に迎えられ、ジョルジョ・ヴァザーリ（1511-1574）のもとで多くの絵画が描かれた飾られたヴェッキオ宮殿の「フランチェスコ1世のストゥディオーロ（Studiolo di Francesco I）」に2点の作品を収めた。その後フィレンツェのオンニッサンティ教会（Chiesa di Ognissanti）やサンタ・クローチェ聖堂の祭壇画を描き、17世紀の美術史家フィリッポ・バルディヌッチ（1625-1696）はこれらの作品で反マニエリスムのスタイルを確立したとしている。
フィレンツェで没した。息子のティベリオ・ディ・ティート（Tiberio di Tito: 1573–1627）も画家になった 。弟子にはチーゴリ（1559-1613）をはじめ、コジモ・ガンベルッチ（1562-1621）やグレゴリオ・パガーニ（Gregorio Pagani: 1559-1605）、アンドレア・ボスコーリ（Andrea Boscoli）らがいた。

## 作品

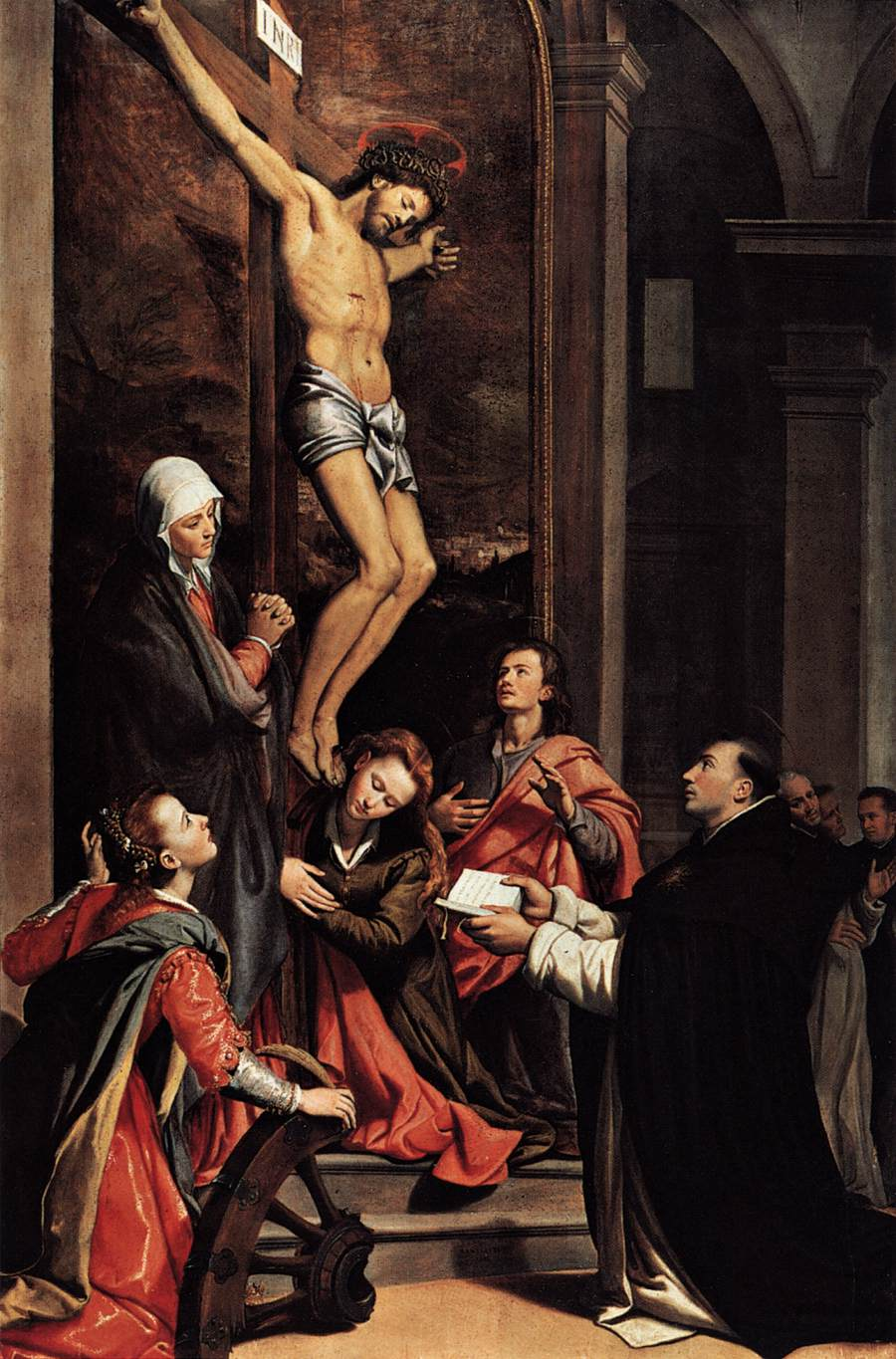
聖トマス・アクィナスの幻視 (1593) サンマルコ修道院
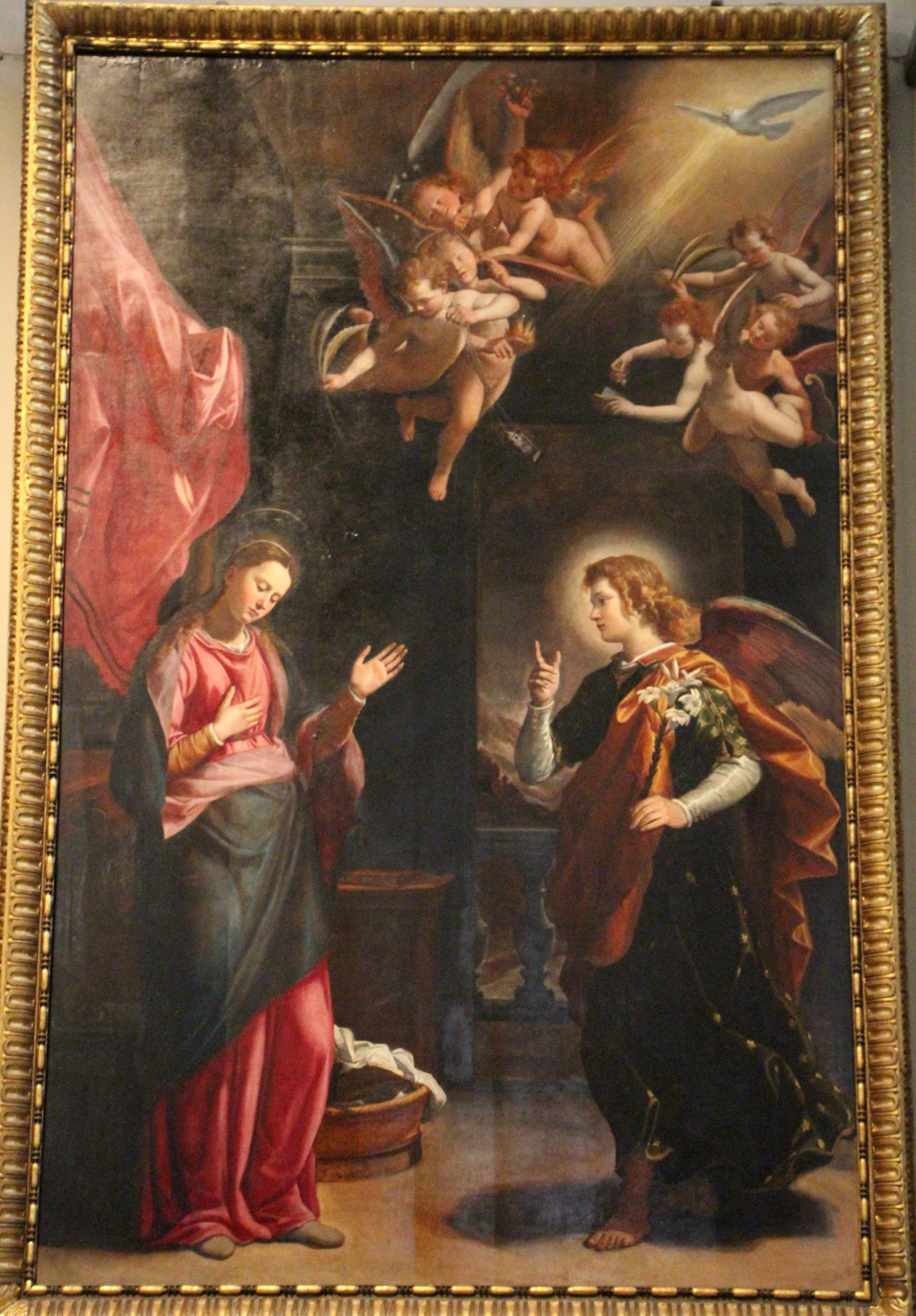
受胎告知 サンタ・マリア・ノヴェッラ教会
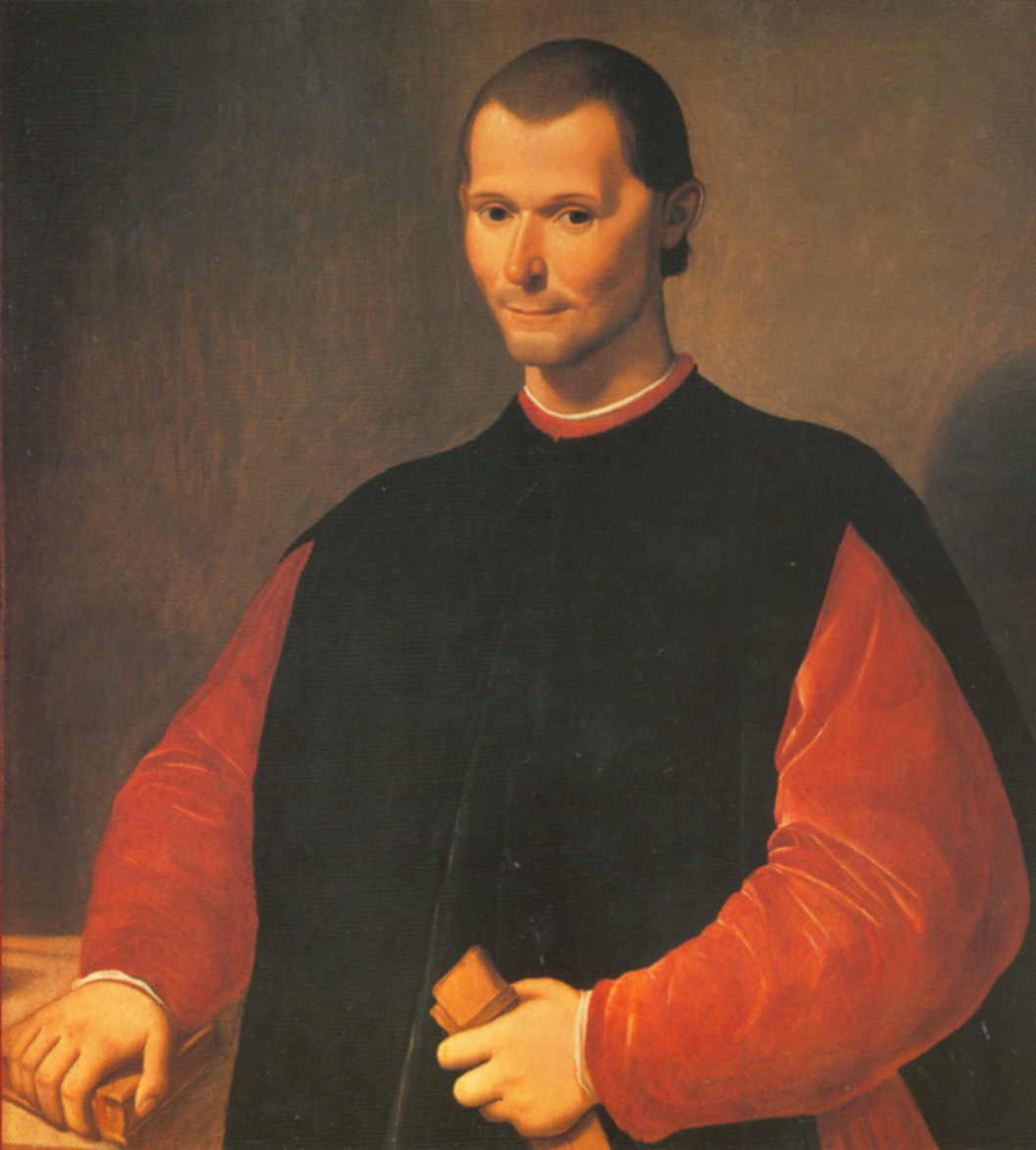
ニッコロ・マキャヴェッリの肖像画 ヴェッキオ宮殿
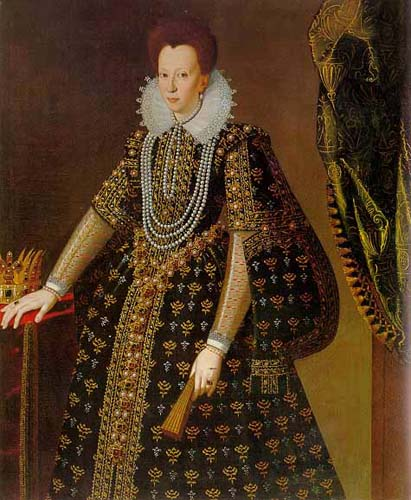
トスカーナ大公妃クリスティーナ・ディ・ロレーナの肖像画 Palazzo Pubblico